# S・ニール・フジタ
サダミツ・ニール・フジタ（Sadamitsu Neil Fujita、日本名：藤田 定光〈ふじた さだみつ〉、1921年5月16日 - 2010年10月23日）は、日系アメリカ人のグラフィックデザイナー。

## 略歴
ハワイで日系二世として生まれた。コロムビア・レコードに入社し数々のジャズアルバムのデザインを手がけた。1957年にコロムビアを退社後はマリオ・プーゾの『ゴッドファーザー』、トルーマン・カポーティの『冷血』の装丁を手がけた。
著書に「グラフィックデザイナーへの道（誠文堂新光社、1972）」がある。